# Fabresema catherinae
Fabresema catherinae là một loài bướm đêm thuộc phân họ Arctiinae, họ Erebidae.